# Ildefonso Obama Obono
Ildefonso Obama Obono (* 6. Mai 1938 in Puerto Iradier) ist emeritierter Erzbischof von Malabo.

## Leben
Ildefonso Obama Obono empfing am 29. Juni 1964 die Priesterweihe.
Papst Johannes Paul II. ernannte ihn am 15. Oktober 1982 zum Bischof von Ebebiyin. Die Bischofsweihe spendete ihm der Papst persönlich am 6. Januar des nächsten Jahres im Petersdom; Mitkonsekratoren waren die Kurienerzbischöfe Eduardo Martínez Somalo, Substitut des Staatssekretariates, und Duraisamy Simon Lourdusamy, Sekretär der Kongregation für die Evangelisierung der Völker.
Am 9. Juli 1991 wurde er zum Erzbischof von Malabo ernannt.
Papst Franziskus nahm am 11. Februar 2015 seinen altersbedingten Rücktritt an.